# Richard Quine
Richard Quine (Detroit, Michigan, 12 de novembre de 1920 - Los Angeles, Califòrnia, 10 de juny de 1989) fou un director de cinema, guionista,  productor, actor i compositor estatunidenc.

## Biografia
Va començar amb onze anys com a actor infantil als musicals de Broadway a la dècada del 1930. Com molts dels seus companys, va donar el salt al cinema. El 1933 es va estrenar en petits papers a les pel·lícules The World Changes de Mervyn LeRoy i, sobretot, Counsellor at Law de William Wyler, on actuà al costat del llegendari John Barrymore.
Com a actor, va rodar 23 pel·lícules entre 1934 i 1950, encara que sempre en papers menors encara que va participar en títols clàssics del musical i del cinema negre. D'aquesta experiència en els musicals, destaca com a curiositat, que molt temps després, ja adult, va compondre algunes cançons per al cinema.
La seva carrera es va veure paralitzada, en part, quan Estats Units va entrar a la Segona Guerra Mundial (1941), tot i que encara participaria en vuit pel·lícules entre 1941 i 1945. El novembre de 1943 es va casar amb l'actriu Susan Peters (vista al melodrama clàssic Random Harvest que Mervyn LeRoy va rodar el 1942), de la qual es va divorciar el 1948.
Acabada la guerra, Quine va tornar al cinema. Per poder dirigir va haver de produir el seu primer film: Leather Gloves. Ho va aconseguir gràcies a la col·laboració en la producció del seu amic William Asher. Columbia Pictures, després de veure el treball de Quine, el va contractar com a director i va començar a dirigir musicals i thrillers de sèrie B. Quan arrenca la seva carrera com a director, Quine va abandonar la interpretació.
En aquesta època, va formar un tàndem amb Blake Edwards i junts van escriure el guió de set pel·lícules. L'última col·laboració va ser una vuitena pel·lícula: La misteriosa dama de negre, dirigida per Quine, però en la qual no prenia part en el guió, que va ser escrit per Edwards i Larry Gelbart, basat en una història titulada The notorious tenant de Margery Sharp. En aquest període, el contracte amb Columbia li va permetre treballar amb una actriu debutant anomenada Kim Novak, de la qual es va enamorar, però no va ser correspost. El casament es va programar del 1959, a la fi del rodatge de Strangers, però Kim va abandonar la cerimonia in extremis davant de l'altar. De tota manera, la seva obsessió per ella va fer que en les cintes en què van treballar junts, Novak resplendís. La va dirigir en quatre ocasions: La casa número 322, Em vaig enamorar d'una bruixa, Un estrany a la meva vida i La misteriosa dama de negre.
El 1965 es va casar amb la cantant Fran Jeffries que va romandre al seu costat fins a la seva mort. Tots dos van tenir una filla.
La misteriosa dama de negre va ser la seva última pel·lícula tant amb Novak com amb Edwards, però les coses, en aquells dies, no li anaven malament. A partir d'aquest moment la seva carrera es va enlairar i va fer-se càrrec de pel·lícules de gran envergadura amb grans pressupostos i actors de prestigi. Fins i tot va poder crear la seva pròpia productora, Richard Quine Productions que realitzaà dos dels seus títols: Paris, When It Sizzles i Un estrany a la meva vida.
La dècada de 1960 va ser un període reeixit, però als últims anys de la dècada, va encadenar diversos fracassos en taquilla, tot i comptar amb grans pressupostos i amb estrelles amb ganxo, i els productors van perdre confiança, de manera que la seva carrera va entrar en decadència.
Per intentar reviure, a final de la dècada de 1970 es va centrar en la televisió, però no va obtenir els resultats esperats. Va dirigir episodis de diverses sèries, entre elles, alguns capítols de Colombo. També va realitzar un parell de pel·lícules per a televisió (telefilms), un d'ells, The Specialists li va permetre treballar amb Maureen Reagan (la filla de Ronald Reagan i Jane Wyman, la seva primera dona). El 1980, va col·laborar amb Piers Haggard i Peter Sellers en la direcció de The fiendish plot of dr. Fu Manchu. Ni la seva aportació, ni la de Peters apareixen reflectides en els crèdits.
Poc després, el 10 de juny de 1989, es va suïcidar disparant-se un tret, a casa seva a Los Angeles. Tenia 69 anys i havia perdut tota esperança de tornar a dirigir.

## Filmografia

### com a director
- 1948: Leather Gloves
- 1951: Purple Heart Diary
- 1951: Sunny Side the Street
- 1952: Sound Off
- 1952: Rainbow' Round My Shoulder
- 1953: All Ashore
- 1953: Siren of Bagdad
- 1954: La casa número 322 (Pushover)
- 1954: Drive a Crooked Road
- 1954: So This Is Paris
- 1955: La meva germana Eileen (My Sister Eileen)
- 1956: The Solid Gold Cadillac
- 1957: Full of Life
- 1957: Operació Nit Boja (Operation Mad Ball)
- 1958: Em vaig enamorar d'una bruixa (Bell, Book and Candle)
- 1959: La indòmita i el milionari (It Happened to Jane)
- 1960: Un estrany a la meva vida (Strangers When We Meet)[6]
- 1960: The World of Suzie Wong
- 1962: La misteriosa dama de negre (The Notorious Landlady)
- 1964: Paris When It Sizzles
- 1964: Sex and the Single Girl
- 1964: Com matar la pròpia dona (How to Murder Your Wife)
- 1965: Synanon
- 1967: Oh Dad, Poor Dad, Mamma's Hung You in the Closet and I'm Feelin' So Sad
- 1967: Hotel
- 1969: A Talent for Loving
- 1970: The Moonshine War
- 1972: Columbo: temporada 2 de Columbo, episodi 4: Dagger of the Mind (sèrie TV)
- 1973: Columbo: temporada 2 de Columbo, episodi 5: Requiem for a Falling Star (sèrie TV)
- 1973: Columbo: temporada 3 de Columbo, episodi 4: Double Exposure (Sèrie TV)
- 1974: W
- 1979: El Presoner de Zenda